# 밀렌코 아치모비치
밀렌코 아치모비치(슬로베니아어: Milenko Ačimovič, 1977년 2월 15일, 유고슬라비아 류블랴나 ~ )는 슬로베니아의 은퇴한 축구 선수로, 선수 시절 포지션은 공격형 미드필더다.

## 클럽
아치모비치는 올림피야 류블랴나 (Olimpija Ljubljana) 유소년팀에서 축구 경력을 시작하였고, 17세에 젤레즈니차르 류블랴나 (Železničar Ljubljana)로 이적하여 1군으로 뛰었다. 1996년 친정 팀인 올림피야 류블랴나로 복귀하여 1998년까지 뛰었고, FK 츠르베나 즈베즈다로 이적하였다.
아치모비치는 FK 츠르베나 즈베즈다에서 4년 6개월 동안 활약하였고, UEFA 유로 2000과 2002년 FIFA 월드컵에서 놀라운 활약을 선보이며 많은 거대 클럽들의 이목을 집중시켰다. 2002년 여름 그는 잉글랜드 프리미어리그의 토트넘 홋스퍼 FC로 이적하였으나, 이적 첫 시즌에 많은 기회를 잡지 못하였고, 두 번째 시즌에 전력외로 분류되어 팀에서 방출되었다.
2004년 1월 그는 프랑스 르샹피오나의 릴 OSC로 이적하였고, 그는 그의 예전 모습을 되찾아 이적 당시 14위에 머물러 있는 팀을 2위로 끌어올려 팀이 UEFA 챔피언스리그 진출권을 획득하는 데 공헌하였다. 2005-06 시즌 UEFA 챔피언스리그 조별 라운드에서 그는 맨체스터 유나이티드 FC와의 홈 경기에서 조별 라운드 당시 팀의 유일한 득점을 성공시켰으며, 팀이 맨체스터 유나이티드 FC를 제치고 조 3위로 UEFA컵에 진출하는 데 공헌하였다.
릴 OSC에서 2년 6개월을 보낸 뒤 그는 팀을 떠나 2006-07 시즌을 앞두고 사우디아라비아 프리미어리그의 알이티하드로 이적하였다. 하지만 사우디아라비아의 생활에 적응하지 못하였고, 2007년 오스트리아 분데스리가의 FK 아우스트리아 빈으로 이적하였다.

## 국가대표팀
슬로베니아 축구 국가대표팀에서 74경기에서 출전해 13골을 기록하였으며 1998년 4월 22일 무르스카소보타에서 열린 체코와의 경기에서 데뷔하였다. UEFA 유로 2000과 2002년 FIFA 월드컵에서 슬로베니아 대표로 출전하였으며 대한민국 서귀포시에서 열린 파라과이와의 2002년 FIFA 월드컵 조별 예선 경기에서 득점을 기록하였다. 그의 국가대표팀 마지막 경기는 2007년 5월 28일 슬로베니아 첼레에서 열린 네덜란드와의 UEFA 유로 2008 예선 경기였으며 그 해 8월 국가대표팀 은퇴를 선언하였다.